# مانويل هوبر
مانويل هوبر (17 أكتوبر 1987 سويسرا سويسرا - ) هو لاعب كرة قدم سويسري يلعب كحارس مرمى.